# Michael Hainisch
Michael Hainisch ( [ˈmɪçaːʔeːl ˈhaɪ̯nɪʃ] (ajuda·info); 15 de agosto de 1858 – 26 de fevereiro de 1940) foi o primeiro presidente da Áustria, de 9 de dezembro de 1920 a 10 de dezembro de 1928.

## Origens
Hainisch nasceu e recebeu o nome de seu pai, que era proprietário de uma fábrica. Sua mãe, Marianne Hainisch, era uma líder do movimento sufragista.
Ele começou como advogado e funcionário do Tesouro e do Departamento de Educação, mas depois se aposentou em suas propriedades na Baixa Áustria e na Estíria, onde exerceu a agricultura modelo, tornou-se um líder do ramo austríaco do movimento Fabiana, e um dos fundadores da Biblioteca Central do Povo. Nos últimos anos, ele se afastou do socialismo radical para se tornar um conservador agrário.

## Presidência

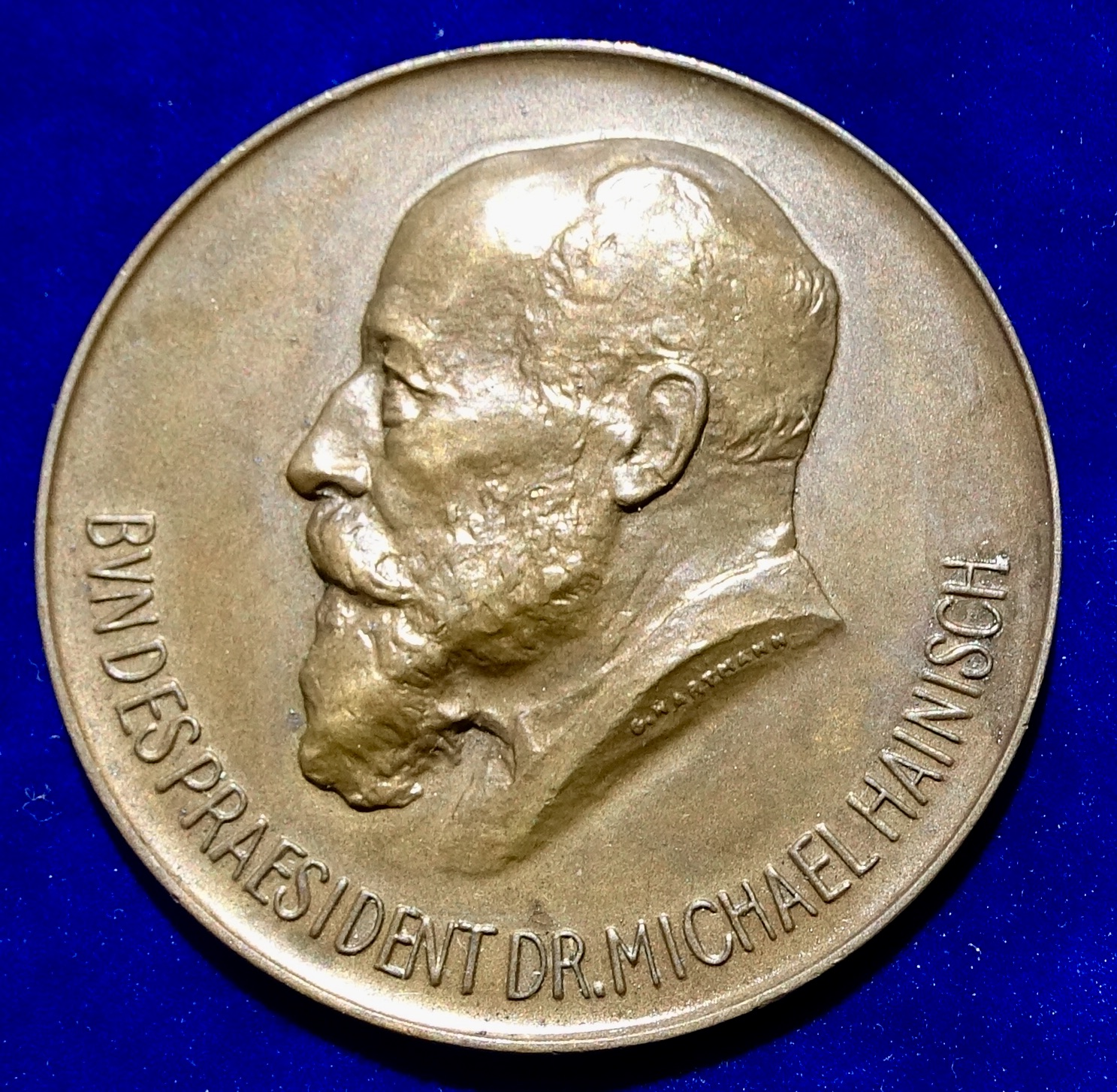
Medalha de bronze de Michael Hainisch, Presidente Federal da Áustria, 1920 (ND). Artista Grete Hartmann, nascida Chrobak, 1869–1946

Hainisch manteve-se afastado dos partidos políticos. Ele foi escolhido presidente por causa de sua autoridade pessoal, embora não fosse membro do parlamento. Ele era um candidato independente. Ele foi eleito e assumiu o cargo em 1920, e permaneceu por dois períodos até 1928. Ele era casado com Emilia Figdor, descendente de uma proeminente família judia vienense assimilada. O pai de Emilia, Gustav, era vereador da cidade de Viena.
Como presidente, ele trabalhou duro para melhorar a terrível situação que a Áustria se encontrava após a guerra. Ele fez muito para desenvolver o setor agrícola, incentivou a eletrificação da ferrovia, tentou desenvolver mais o turismo, especialmente nos Alpes. O comércio com países vizinhos, como a Alemanha, foi incentivado. Ele também se tornou um protetor das tradições e cultura locais e iniciou a criação da lei dos monumentos protegidos.
Ele também se tornou um membro honorário da Akademie der Wissenschaften (Academia de Ciências).
Em 1928, os principais partidos propuseram emendar a constituição a fim de reeleger Hainisch para um terceiro mandato. O chanceler federal Ignaz Seipel propôs um mandato de um ano para Hainisch, mas Hainisch recusou um terceiro mandato. Posteriormente, ele serviu como Ministro do Comércio de 1929 a 1930.
De forma polêmica, ele apoiou as ideias pangermânicas e mais tarde apoiou o Anschluss da Áustria até a Alemanha nazista em 1938, assim como muitos de seus compatriotas. Ele morreu em fevereiro de 1940, quase dois anos após o Anschluss e alguns meses após o início da Segunda Guerra Mundial.

## Trabalhos
- Die Zukunft der Deutschösterreicher. Eine statistisch-volkswirtschaftliche Studie. 1892.
- Der Kampf ums Dasein und die Socialpolitik. 1899.
- Die Heimarbeit in Österreich. Bericht erstattet der internationalen Vereinigung für gesetzlichen Arbeiterschutz. 1906.
- Die Entstehung des Kapitalzinses. 1907.
- Einige neue Zahlen zur Statistik der Deutschösterreicher. 1909.
- Das Getreidemonopol. 1916.
- Ist der Kapitalzins berechtigt? Voraussetzungen und Grenzen des Sozialismus. 1919.
- Wirtschaftliche Verhältnisse Deutsch-Österreichs. 1919. (Nachdruck 1992).
- Die innere Kolonisation in Deutsch-Österreich. 1920.
- Die Landflucht, ihr Wesen und ihre Bekämpfung im Rahmen einer Agrarreform. 1924.
- Rede bei der Promotion zum Ehrendoktor der Staatswissenschaften. 1925.
- —, Norbertine Bresslern-Roth (Ill.): Aus mein’ Leb’n. 1930.
- — (Editor): Die Viehzuchtwirtschaft mit Weide- und Güllebetrieb auf dem Gute Jauern.[4] Ein Beispiel aus der Praxis für das bäuerliche Alpenland. 1931.
- Reden und Abhandlungen über Agrarpolitik und Landwirtschaft. 1932.
- —, Norbertine Bresslern-Roth (Ill.): Was Z’samklábt’s. 1935.
- —, Friedrich Weissensteiner (Bearb.): 75 Jahre aus bewegter Zeit. Lebenserinnerungen eines österreichischen Staatsmannes. 1978.